# Crida a la Solidaritat en Defensa de la Llengua, la Cultura i la Nació Catalanes
Crida a la Solidaritat en Defensa de la Llengua, la Cultura i la Nació Catalanes of kortweg CRIDA (Nederlands: Oproep tot solidariteit voor de verdediging van de Catalaanse taal, cultuur en natie) was een catalanistische actiegroep die van 1981 tot 1993 in Catalonië actief was.
Het was een reactie tegen het manifest van Castiliaanssprekende intellectuelen die een manifest tegen de politiek van de Catalaanse regering die het Catalaans in het onderwijs en het openbare leven begon te normaliseren nadat de taal gedurende het franquisme veertig jaar verboden was geweest.
De groep was bekend vanwege haar soms spectaculaire maar geweldloze acties tegen bedrijven en administraties die in hun ogen de Catalaanse taal discrimineerden. De groep zette zich ook voor andere humanitaire kwesties in. Na een laatste solidariteitsactie voor Bosnië in het Palau Sant Jordi op 25 juni 1993 heeft de vereniging zichzelf opgeheven op 29 juni, omdat ze haar doelstellingen bereikt had.

## Enkele prominente leden
Enkele prominente leden waren Tomàs Admetlla Salvatella, Imma Albó, Aureli Argemí i Roca, Rosa Barber, Rosa Boscà, Xavier Bosch i Garcia,  Andreu Camps, Jordina Camps, Mercè Camps, Núria Camps, Eva Castellanos, Àngel Colom, Núria Comas, Lluís Coromines Mainegre, Josep Maria Duart, Oriol Ferrer Ribalaiga, Adrià Folia, David Garcia, Josep Garcia, Toni Garcia, Lluís Garcia Petit, Jordi Gassiot, Josep Maria Jansà, Jordi Llobet, David Madí, Tomeu Martí, Ricard Martínez, Josep Maria Merenciano, Jordi Mestres, Carme Mullón, Olga Nolla, Meritxell Oto, Eva Piquer, Jordi Portabella, Carles Puigdemont i Casamajó,  Jordi Rodri, Xavier Sánchez i Picanyol, Francesc Serra, Ricard Vendrell, Jordi Via, Gisela Vicenç, Conxita Vila, Agnès Villamor Casas, Elena Yunta. Velen onder hen zijn later politiek actief geworden in diverse partijen zoals Esquerra Republicana de Catalunya, Convergència Democràtica de Catalunya, Iniciativa per Catalunya, Els Verds en Candidatura d'Unitat Popular. In maart 2012 hebben een groot aantal ex-leden zich bij de Assemblea Nacional Catalana aangesloten.